# Electrosomn
Electrosomnul este somul indus artificial prin aplicarea unor curenți electrici de joasă intensitate la nivelul pielii. Este inclus la electroterapie ca procedeu terapeutic.

## Valorile stimulilor
Durata pulsațiilor 0,2-0,3 milisecunde, frecvențe 1-20 Hz.

## Mod de acțiune
Se pare că mecanismul de inducere a electrosomnului se bazează pe efectul hipnogen al stimulilor de joasă intensitate și cu acțiune monotonă asupra creierului.